# Gnidia juniperifolia
Gnidia juniperifolia är en tibastväxtart som beskrevs av Jean-Baptiste de Lamarck. Gnidia juniperifolia ingår i släktet Gnidia och familjen tibastväxter. Inga underarter finns listade i Catalogue of Life.